# アッシュル・リム・ニシェシュ
アッシュル・リム・ニシェシュ（Aššur-rā’im-nišēšu、mdaš-šur-ÁG-UN.MEŠ-šu、「アッシュル神は彼の民を愛する」）はアッシリアの統治者、「アッシュルの副王（išši’ak Aššur、シュメール語ではPA.TE.SI (=ÉNSI)と綴られる）」。在位は前1408年-前1401年、または前1398年-前1391年（低年代説。『アッシリア王名表』では第70代の王としてリストされている。彼はアッシュル市の市内壁を再建したことで最もよく知られている。

## 来歴

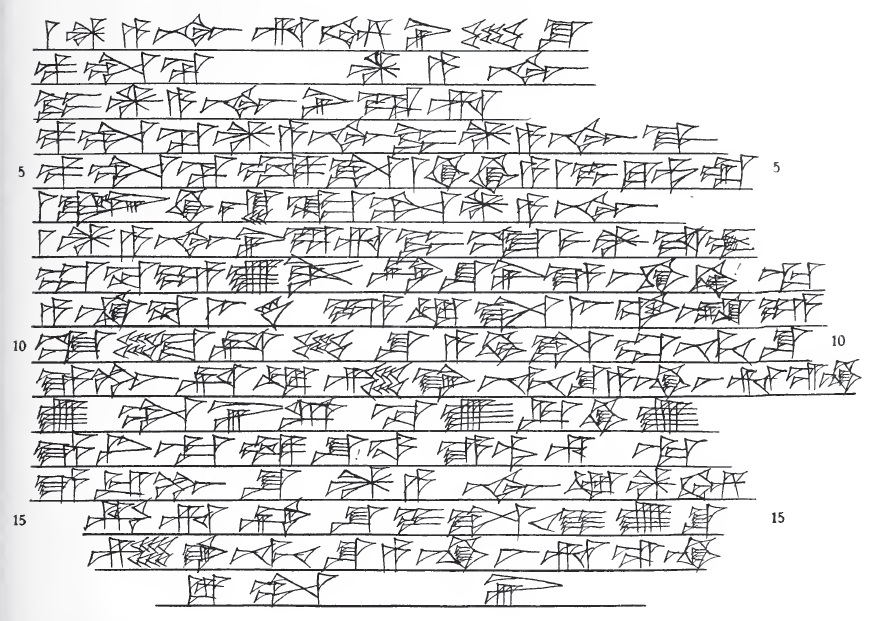
アッシュル・リム・ニシェシュの記念円錐文書を写したメッサーシュミット（Messerschmidt）の線画。

現存する3つの『アッシリア王名表』のバージョン全てが、彼の出自を前任のアッシリアの君主である「アッシュル・ベル・ニシェシュの息子」としている。しかし、これは現存する唯一の同時代の円錐形文書と矛盾している。この文書はアッシュル市の市内壁の再建を記念して捧げられたものであり、この中でアッシュル・リム・ニシェシュの父親は前王アッシュル・ベル・ニシェシュと同じくアッシュル・ニラリ2世となっており（画像の3行目に音訳表記で書かれている）、恐らく彼らは兄弟であった。
この円錐形文書はこれ以前の市内壁の修復者としてキキア（前2000年頃）、イクヌム（前1867年-前1860年）、サルゴン1世（シャル・キン1世、前1859年-？）、プズル・アッシュル2世、イシュメ・ダガン2世（在位：前1579年-前1562年）の息子アッシュル・ニラリ1世（在位：前1547年-前1522年）を挙げている。キキアによるアッシュル市の最初の城塞化への言及は、後世のアッシリア王シャルマネセル3世（シャルマヌ・アシャレド3世）が自身の碑文で繰り返している。この碑文はジッグラト北端の3メートルの古い日干し煉瓦の城壁から回収された。
アッシュル・リム・ニシェシュの地位は息子のアッシュル・ナディン・アヘ2世に継承された。

## 記録
1. ↑  Cone VAT? 2764, first published KAH 1 no. 63 (1911).
2. ↑  Khorsabad Kinglist iii 7.
3. ↑  SDAS Kinglist iii 1.
4. ↑  Nassouhi Kinglist iii 11.